# 羅一貫
羅一貫（?—1622年），甘州衛人。明朝軍事人物。
由寡母撫養，剛烈耿直，以參將守西平堡（今古城子鄉古城子村）。遼陽陷落時，西平地戰事最激烈，一貫悉力捍禦。巡撫王化貞言於朝廷，加副總兵。明熹宗天啟二年（1622年）正月，後金軍西渡遼河，進攻西平堡，羅一貫飛報王化貞，化貞遣游擊孫得功、參將祖大壽、總兵祁秉忠前往救援，雙方戰於平陽橋（今遼寧大虎山南八家子附近）。孫得功和參將鮑承甫一交鋒即行逃亡，劉渠、祁秉忠戰死，祖大壽敗走覺華島（今菊花島）。羅一貫以三千人守西平堡，與後金軍主力血戰競日，明軍叛將李永芳勸降，羅一貫凜然拒絕，說：“豈不知一貫是義士！”一矢飞来，射傷罗一贯一眼，使之不能指揮。最後火藥用盡，乃北面再拜，曰：“臣力竭矣。”横剑自刎，都司陳尚仁、王崇信亦戰死。乾隆四十一年（1776年）下诏赐封忠烈。